# John Campbell (remer)
John Alan Campbell (Armadale, Victòria, 13 d'abril de 1899 - Drysdale, Victòria, 20 de febrer de 1939) va ser un remer britànic que va competir a començaments del segle xx.
El 1920 va prendre part en els Jocs Olímpics d'Anvers, on guanyà la medalla de plata en la competició del vuit amb timoner del programa de rem.
Estudià a la Melbourne Grammar School i al Jesus College de la Universitat de Cambridge. El 1920 i 1921 va formar part de la tripulació de Cambridge a la Regata Oxford-Cambridge. El 1921 guanyà la Silver Goblets de la Henley Royal Regatta.